# José Clarindo de Queirós
José Clarindo de Queirós (Fortaleza, 22 de janeiro de 1841 — Rio de Janeiro, 28 de dezembro de 1893) foi um militar e político brasileiro.
Nasceu em Fortaleza, capital da então província do Ceará, na atual rua Sena Madureira, nº 41, filho de Inácio e Ana Lopes de Queiroz. Inclinado para a vida militar, assentou praça aos quinze anos de idade, em 1856. Em 1865 tomou parte na Guerra da Tríplice Aliança e de lá voltou para o Rio de Janeiro no posto de tenente-coronel.
Quando encarregado de fortificar as fronteiras da província do Amazonas, os cearenses lá residentes ofertaram-lhe uma espada de honra, em setembro de 1874. Em 1880 foi promovido a coronel, em 1883 a brigadeiro e em 1890 a general de divisão.
No regime monárquico, foi presidente da província do Amazonas, nomeado por carta imperial de 9 de outubro de 1879, de 15 de novembro de 1879 a 26 de junho de 1880. Ocupou na mesma ocasião o comando das armas. A 7 de maio de 1891 o Congresso Constituinte do Ceará nomeou-o governador e nesse cargo se manteve até ser deposto, em 16 de fevereiro do ano seguinte, pelas forças federais por ocasião do golpe de Estado do marechal Deodoro da Fonseca.
De volta ao Rio de Janeiro, foi um dos treze generais a quem o vice-presidente Floriano Peixoto, por decreto de 12 de abril de 1893, desterrou para Cucuí. Lá se lhe agravaram os padecimentos de que veio a falecer, no Rio de Janeiro. Foi comandante do Batalhão de Engenheiros, da Escola Militar, e comandante geral da artilharia e mereceu o Hábito de Cristo e as Grã-Cruzes de Avis e Cruzeiro.